# Google Pay
Google Pay (anciennement Android Pay) est un système de portefeuille électronique développé par Google permettant aux utilisateurs d'effectuer des paiements avec les smartphones ou les tablettes sous système d'exploitation Android.
Android Pay utilise la communication en champ proche (NFC) pour permettre le paiement sans contact, déjà utilisé dans de nombreux pays.
Android Pay utilise la sécurité physique telle que les empreintes digitales lorsqu'elles sont disponibles. Sur les appareils sans empreintes digitales, Android Pay est activé avec un code d'accès. Lorsque l'utilisateur effectue un paiement, pour des raisons de sécurité, Android Pay n'envoie pas le numéro de carte de crédit avec le paiement. Au lieu de cela, il génère un numéro de compte virtuel représentant le compte de l'utilisateur.
Les utilisateurs peuvent ajouter des cartes de paiement pour ce service en prenant une photo de la carte, ou en entrant manuellement les informations de la carte.

## Historique
Android Pay a été lancé lors de Google I/O 2015. Android Pay est un successeur, et se fonde sur la base établie par Google Wallet, en service depuis 2011.
Depuis le 8 janvier 2018, l'ancien système Android Pay et Google Wallet se sont unifiés dans un système de paiement appelé Google Pay.
| Date              | Prise en charge des cartes de paiement émises au |
| ----------------- | ------------------------------------------------ |
| 11 septembre 2015 | États-Unis                                       |
| 18 mai 2016       | Royaume-Uni                                      |
| 27 juin 2016      | Singapour                                        |
| 13 juillet 2016   | Australie                                        |
| 20 octobre 2016   | Hong Kong                                        |
| 17 novembre 2016  | Pologne                                          |
| 1er décembre 2016 | Nouvelle-Zélande                                 |
| 7 décembre 2016   | Irlande                                          |
| 7 décembre 2016   | Japon                                            |
| 7 mars 2017       | Belgique                                         |
| 23 mai 2017       | Russie                                           |
| 31 mai 2017       | Canada                                           |
| 1er juin 2017     | Taïwan                                           |
| 26 juillet 2017   | Espagne                                          |
| 1er novembre 2017 | Ukraine                                          |
| 14 novembre 2017  | Brésil                                           |
| 14 novembre 2017  | Tchéquie                                         |
| 28 février 2018   | Slovaquie                                        |
| 26 juin 2018      | Allemagne                                        |
| 11 décembre 2018  | France                                           |
| Annoncé pour 2018 | Corée du Sud                                     |

## Google Pay en France[24]

### Banque disponible en France
- Boursorama Banque
- Fortuneo
- N26
- bunq
- Orange Bank
- Revolut
- C-Zam
- PCS
- Lydia
- Max
- Kard
- Vybe
- Pixpay
- Manager.one
- Zelf

### Titres restaurant disponible en France
- Swile
- UP Chèque Déjeuner
- Ticket Restaurant (Edenred)
- Apetiz